# Tzanáta
Tzanáta är en ort i Grekland.   Den ligger i prefekturen Nomós Kefallinías och regionen Joniska öarna, i den sydvästra delen av landet, 260 km väster om huvudstaden Aten. Tzanáta ligger 67 meter över havet och antalet invånare är 193. Den ligger på ön Kefalonia Island.
Terrängen runt Tzanáta är varierad. Havet är nära Tzanáta åt nordost.  Närmaste större samhälle är Póros, 2,2 km nordost om Tzanáta. 